# كيس كواكمان
كيس كواكمان (بالهولندية: Kees Kwakman)‏ (10 يونيو 1983 ببورميراند في هولندا - ) هو لاعب كرة قدم هولندي في مركز الوسط. لعب مع بيدفيست ويتس ونادي آوغسبورغ ونادي غرونينغن ونادي فولندام وناك بريدا ونادي روسيندال ‏.

## روابط خارجية
- كيس كواكمان على موقع قاعدة بيانات كرة القدم.إي يو (الإنجليزية)
- كيس كواكمان على موقع بيانات كرة القدم. دي إي (الألمانية)
- كيس كواكمان على موقع Soccerway.com (الإنجليزية)
- كيس كواكمان على موقع عالم كرة القدم.نت (الإنجليزية)